# Кім Су Хьон
Кім Сухьон (кор. 김수현, 金秀賢, нар. 16 лютого 1988, Сеул, Південна Корея) — південнокорейський актор. Один з найбільш високооплачуваних акторів Південної Кореї.

## Біографія
Кім Сухьон народився 16 лютого 1988 року в столиці Республіки Корея місті Сеул. Свою акторську кар'єру він розпочав у 2007 році з другорядної ролі у ситкомі «Кімчі. Сир. Посмішка». У наступному році молодий актор зіграв свою першу головну роль в односерійній драмі «Риба джунглів», драма отримала схвальні відгуки критиків та численні нагороди в тому числі престижну Премію Пібоді. Далі в кар'єрі Сухьона було декілька ролей в серіалах та ролі у короткометражних фільмах. Проривною роллю для нього стала одна з головних ролей у популярному музичному серіалі «Одержимі мрією», в якому він вдало зіграв сільського хлопця що має дивовижний музичний талант. Наступна роль в історичному серіалі «Місяць, що обіймає сонце» де він зіграв головну роль, ще більше збільшила його популярність. Серіал був надзвичайно популярним в Кореї, набравши рейтинг більш 40 % у національному ефірі. Також Сухьон записав два саундтрека до цієї драми.
На великому екрані актор дебютував у 2012 році зігравши другорядну роль у популярному фільмі «Злодії», який преса назвала корейською версією фільму «Одинадцять друзів Оушена». У наступному році він зіграв головну роль у фільмі «Таємно, сильно», що став одним з найуспішніших фільмів року в Кореї. Зимою 2013—2014 років Сухьон зіграв одну з головних ролей у серіалі «Мій коханий родом з зірки», який став популярним не тільки на батьківщині а й в багатьох азійських країнах, популярність серіалу в Китаї навіть викликала занепокоєння Китайської народної політичної узгоджувальної ради Роль в цьому серіалі зробила Сухьона впізнаваємим далеко за межами Кореї.
У 2015 році Сухьон зіграв одну з головних ролей у серіалі «Продюсери», яка принесла йому численні нагороди серед яких 3 головних призи різних премій.

### Хобі
Актор захоплюється боулінгом, у 2016 році він навіть думав стати професійним гравцем в боулінг, але не набрав необхідних для того балів.

### Служба в армії
З 23 жовтня 2017 року актор проходить обов'язкову в Кореї військову службу в Збройних силах Республіки Корея. Демобілізуватися актор повинен у липні 2019 року.

## Фільмографія

### Телевізійні серіали
| Рік       | Назва                         | Роль                                            | Мережа |
| --------- | ----------------------------- | ----------------------------------------------- | ------ |
| 2007      | «Кімчі. Сир. Посмішка»        | Кім Сухьон                                      | MBC    |
| 2008      | «Риба джунглів»               | Хан Чета                                        | KBS2   |
| 2009      | «Сім років кохання»           | Чхун Чже                                        | OBS    |
| 2009      | «Чи буде сніг на Різдво?»     | підліток Чха Кан Чжін                           | SBS    |
| 2009      | «Батьківський дім»            | Кан Че Їль                                      | SBS    |
| 2010      | «Гігант»                      | підліток Лі Сан Мо                              | SBS    |
| 2011      | «Одержимі мрією»              | Сон Сам Дон                                     | KBS2   |
| 2012      | «Місяць, що обіймає сонце»    | кронпринц Лі Вон                                | MBC    |
| 2012      | «Одержимі мрією 2»            | Сон Сам Дон (камео, 1 серія)                    | KBS2   |
| 2013–2014 | «Моє кохання із зірки»        | До Мін Чжун                                     | SBS    |
| 2015      | «Продюсери»                   | Пек Син Чхан                                    | KBS    |
| 2019      | «Готель дель Луна»            | власник готелю «Синій місяць» (камео, 16 серія) | tvN    |
| 2020      | «Незаплановане кохання»       | Пан Тон Гу (камео, 10 серія)                    | tvN    |
| 2020      | «Нормально бути ненормальним» | Мун Кан Тхе                                     | tvN    |
| 2024      | «Королева сліз»               | Пек Хьон У                                      | tvN    |

### Фільми
| Рік  | Назва                                     | Роль                       |
| ---- | ----------------------------------------- | -------------------------- |
| 2008 | «Вишневий цвіт» (Короткометражний фільм)  | Хан Хьон Чжун              |
| 2009 | «Найгірші друзі» (Короткометражний фільм) | Кім Чун Кі                 |
| 2012 | «Злодії»                                  | Зампано                    |
| 2013 | «Таємно, сильно»                          | Вон Рю Хван / Пан Дон Ку   |
| 2014 | «Міс бабуся»                              | молодий містер Пак (камео) |
| 2017 | «Справжнє»                                | Чан Те Йон                 |

## Нагороди
| Рік  | Нагорода                                                                 | Категорія                                                | Робота                        | Результат | Прим.         |
| ---- | ------------------------------------------------------------------------ | -------------------------------------------------------- | ----------------------------- | --------- | ------------- |
| 2010 | 18-та Премія SBS драма                                                   | Нова зірка                                               | «Гігант»                      | Перемога  | [ 18 ]        |
| 2011 | 6-та Премія Азійського фестивалю моделей                                 | Нагорода CF Model                                        | Н/Д                           | Перемога  | [ 19 ]        |
| 2011 | 47-ма Премія мистецтв Пексан                                             | Кращий новий актор телебачення                           | «Одержимі мрією»              | Номінація |               |
| 2011 | 5-та Премія Mnet 20's Choice                                             | Гарячи чоловіки зірки драми                              | «Одержимі мрією»              | Номінація |               |
| 2011 | 4-та Премія корейської драми                                             | Кращий новий актор                                       | «Одержимі мрією»              | Перемога  | [ 20 ]        |
| 2011 | 4-та Премія корейської драми                                             | Нагорода за популярність                                 | «Одержимі мрією»              | Перемога  | [ 20 ]        |
| 2011 | 4-та Премія Ікона стилю                                                  | Нова ікона                                               | Н/Д                           | Перемога  | [ 21 ]        |
| 2011 | 27-ма Премія Korea Best Dresser Swan                                     | Найкраще одягнений артист                                | Н/Д                           | Перемога  | [ 22 ]        |
| 2011 | Японська премія SKY PerfecTV!                                            | Корейська хвиля                                          | Н/Д                           | Перемога  | [ 23 ]        |
| 2011 | 25-та Премія KBS драма                                                   | Кращий новий актор                                       | «Одержимі мрією»              | Перемога  | [ 24 ]        |
| 2011 | 25-та Премія KBS драма                                                   | Нагорода за популярність                                 | «Одержимі мрією»              | Перемога  | [ 24 ]        |
| 2011 | 25-та Премія KBS драма                                                   | Краща пара разом з Пе Сюзі                               | «Одержимі мрією»              | Перемога  | [ 24 ]        |
| 2011 | 6-та Цифрова музична премія Cyworld                                      | Пісня місяця (лютий) — Dreaming                          | «Одержимі мрією»              | Перемога  |               |
| 2012 | 48-ма Премія мистецтв Пексан                                             | Кращий актор телебачення                                 | «Місяць, що обіймає сонце»    | Перемога  | [ 25 ]        |
| 2012 | 5-та Премія Nickelodeon Корея Kids' Choice Awards                        | Фаворітний актор                                         | «Місяць, що обіймає сонце»    | Перемога  | [ 26 ]        |
| 2012 | 6-та Премія Mnet 20's Choice                                             | 20-ка чоловіків зірок драми                              | «Місяць, що обіймає сонце»    | Перемога  | [ 27 ]        |
| 2012 | 6-та Премія Mnet 20's Choice                                             | 20's Blue Carpet Popularity Award                        | Н/Д                           | Перемога  | [ 27 ]        |
| 2012 | 5-та Премія корейської драми                                             | Головний приз (Daesang)                                  | «Місяць, що обіймає сонце»    | Номінація |               |
| 2012 | 39th Korea Broadcasting Prize                                            | Кращий актор                                             | «Місяць, що обіймає сонце»    | Перемога  | [ 28 ]        |
| 2012 | 5-та Премія ікона стилю                                                  | Топ-10 ікон стилю                                        | Н/Д                           | Номінація |               |
| 2012 | 3-тя Премія Корейської популярної культури та мистецтв                   | Нагорода від мініста культури, спорту та туризму         | Н/Д                           | Перемога  | [ 29 ]        |
| 2012 | 21-ша Кінопремія Буїль                                                   | Кращий новий актор                                       | «Злодії»                      | Номінація |               |
| 2012 | 33-тя Кінопремія Блакитний дракон                                        | Кращий новий актор                                       | «Злодії»                      | Номінація |               |
| 2012 | 33-тя Кінопремія Блакитний дракон                                        | Популярна зірка                                          | «Злодії»                      | Перемога  | [ 30 ]        |
| 2012 | 1-а Премія «Зірок МААТР»                                                 | Нагорда за майстерність (актор)                          | «Місяць, що обіймає сонце»    | Перемога  | [ 31 ]        |
| 2012 | 31-ша Премія MBC драма                                                   | Головний приз (Daesang)                                  | «Місяць, що обіймає сонце»    | Номінація |               |
| 2012 | 31-ша Премія MBC драма                                                   | Нагорда за високу майстерність (актор мінісеріалу)       | «Місяць, що обіймає сонце»    | Перемога  | [ 32 ] [ 33 ] |
| 2012 | 31-ша Премія MBC драма                                                   | Нагорода за популярність                                 | «Місяць, що обіймає сонце»    | Перемога  | [ 32 ] [ 33 ] |
| 2012 | 31-ша Премія MBC драма                                                   | Краща пара разом з Хан Га Ін                             | «Місяць, що обіймає сонце»    | Номінація |               |
| 2012 | 31-ша Премія MBC драма                                                   | Краща пара разом з Чон Ин Пхьо                           | «Місяць, що обіймає сонце»    | Номінація |               |
| 2012 | 10-та Премія TVCF Advertising                                            | Модель року                                              | Н/Д                           | Перемога  | [ 34 ]        |
| 2013 | 5-та Сингапурська премія розваг                                          | Найпопулярніший корейський артист телебачення            | Н/Д                           | Номінація |               |
| 2013 | 6-та Премія Ікона стилю                                                  | Топ-10 ікон стилю                                        | Н/Д                           | Номінація |               |
| 2013 | 7-ма Премія Вибір Mnet 20's                                              | 20-ка чоловіків зірок кіно                               | «Таємно, сильно»              | Номінація |               |
| 2013 | 17-й Пучхонський міжнародний кінофестиваль фантастичного кіно            | Men's Fantasia Award                                     | «Таємно, сильно»              | Перемога  | [ 35 ]        |
| 2013 | 50-а Премія Великий дзвін                                                | Кращий новий актор                                       | «Таємно, сильно»              | Перемога  | [ 36 ]        |
| 2013 | 10-та Премія Cosmo Beauty                                                | Dream Icon                                               | «Таємно, сильно»              | Перемога  | [ 37 ]        |
| 2014 | 50-та Премія мистецтв Пексан                                             | Кращий новий кіноактор                                   | «Таємно, сильно»              | Перемога  | [ 38 ]        |
| 2014 | 50-та Премія мистецтв Пексан                                             | Найпопулярніший кіноактор                                | «Таємно, сильно»              | Перемога  | [ 38 ]        |
| 2014 | 50-та Премія мистецтв Пексан                                             | Кращий актор телебачення                                 | «Мій коханий родом з зірки»   | Номінація | [ 38 ]        |
| 2014 | 50-та Премія мистецтв Пексан                                             | Найпопулярніший актор телебачення                        | «Мій коханий родом з зірки»   | Перемога  | [ 38 ]        |
| 2014 | 6-та Сингапурська премія розваг                                          | Найпопулярніший корейський артист телебачення            | Н/Д                           | Номінація |               |
| 2014 | 9-та Сеульська міжнародна премія драми                                   | Видатний корейський актор                                | «Мій коханий родом з зірки»   | Перемога  | [ 39 ]        |
| 2014 | 9-та Сеульська міжнародна премія драми                                   | Вибір народа                                             | «Мій коханий родом з зірки»   | Перемога  | [ 39 ]        |
| 2014 | 7-ма Премія корейської драми                                             | Головний приз (Daesang)                                  | «Мій коханий родом з зірки»   | Перемога  | [ 40 ] [ 41 ] |
| 2014 | 7-ма Премія корейської драми                                             | Гаряча зірка корейської хвилі                            | «Мій коханий родом з зірки»   | Перемога  | [ 40 ] [ 41 ] |
| 2014 | 2nd Busan International Film Festival with Marie Claire Asia Star Awards | Зірка азії                                               | Н/Д                           | Перемога  | [ 42 ]        |
| 2014 | 7-ма Премія Ікона стилю                                                  | Топ-10 ікон стилю                                        | Н/Д                           | Перемога  | [ 43 ]        |
| 2014 | 8-й Токійський міжнародний фестиваль драми                               | Кращий актор в Азії                                      | «Мій коханий родом з зірки»   | Перемога  | [ 44 ]        |
| 2014 | 3-тя Премія «Зірок МААТР»                                                | Нагорда за високу майстерність (актор мінісеріалу)       | «Мій коханий родом з зірки»   | Перемога  | [ 45 ]        |
| 2014 | 3-тя Премія «Зірок МААТР»                                                | Зірка Корейської хвилі                                   | Н/Д                           | Перемога  | [ 45 ]        |
| 2014 | 5-та Премія Корейської популярної культури та мистецтв                   | Нагорода від прем'єр-міністра                            | Н/Д                           | Перемога  | [ 46 ]        |
| 2014 | 22-га Премія SBS драма                                                   | Головний приз (Daesang)                                  | «Мій коханий родом з зірки»   | Номінація | [ 47 ] [ 48 ] |
| 2014 | 22-га Премія SBS драма                                                   | Нагорда за високу майстерність (актор спеціальної драми) | «Мій коханий родом з зірки»   | Перемога  | [ 47 ] [ 48 ] |
| 2014 | 22-га Премія SBS драма                                                   | Нагорода за популярність Netizen                         | «Мій коханий родом з зірки»   | Перемога  | [ 47 ] [ 48 ] |
| 2014 | 22-га Премія SBS драма                                                   | Chinese Netizen Popularity Award                         | «Мій коханий родом з зірки»   | Перемога  | [ 47 ] [ 48 ] |
| 2014 | 22-га Премія SBS драма                                                   | Топ-10 зірок                                             | «Мій коханий родом з зірки»   | Перемога  | [ 47 ] [ 48 ] |
| 2014 | 22-га Премія SBS драма                                                   | Краща пара разом з Чон Чі Хьон                           | «Мій коханий родом з зірки»   | Перемога  | [ 47 ] [ 48 ] |
| 2015 | 15-та Премія Хуадін                                                      | Найкращий глобальний актор телесеріалу                   | «Мій коханий родом з зірки»   | Перемога  | [ 49 ]        |
| 2015 | 8-ий Пусанський міжнароднийфестиваль реклами                             | Кращий представник Кореї в Китаї                         | Н/Д                           | Перемога  | [ 50 ]        |
| 2015 | 8-ма Премія корейської драми                                             | Головний приз (Daesang)                                  | «Продюсери»                   | Перемога  | [ 51 ]        |
| 2015 | 8-ма Премія корейської драми                                             | Зірка Корейської хвилі                                   | «Продюсери»                   | Перемога  | [ 52 ]        |
| 2015 | 52-га Премія Великий дзвін                                               | Нагорода за популярність                                 | Н/Д                           | Перемога  | [ 53 ]        |
| 2015 | 4-та Премія «Зірок МААТР»                                                | Головний приз (Daesang)                                  | «Продюсери»                   | Перемога  | [ 54 ]        |
| 2015 | 4-та Премія «Зірок МААТР»                                                | Нагорода за високу майстерність (актор мінісеріалу)      | «Продюсери»                   | Номінація |               |
| 2015 | 1-ша Премія національний бренд                                           | Національний культурний бренд                            | Н/Д                           | Перемога  | [ 55 ]        |
| 2015 | Премія Корейської асоціації кіноакторів                                  | Зірка Корейської хвилі                                   | Н/Д                           | Перемога  | [ 56 ]        |
| 2015 | 29-та Премія KBS драма                                                   | Головний приз (Daesang)                                  | «Продюсери»                   | Перемога  | [ 57 ]        |
| 2015 | 29-та Премія KBS драма                                                   | Краща пара разом з Чха Те Хьоном та Кон Хьо Джін         | «Продюсери»                   | Перемога  | [ 58 ]        |
| 2015 | 29-та Премія KBS драма                                                   | Нагорода за популярність Netizen's                       | «Продюсери»                   | Перемога  | [ 58 ]        |
| 2016 | InStyle Star Icon                                                        | Кращий актор драми                                       | «Продюсери»                   | Перемога  | [ 59 ]        |
| 2020 | 5-та Премія азійський артист                                             | Головний приз (актор телесеріалу)                        | «Нормально бути ненормальним» | Перемога  |               |
| 2020 | 5-та Премія азійський артист                                             | Нагорода AAA Hot Issue                                   | Кім Сухьон                    | Перемога  |               |